# Max Kislinger (Grafiker)
Max Kislinger (* 4. April 1895 in Linz; † 11. Oktober 1983 ebenda) war ein österreichischer Graphiker und Aquarellist sowie Volkstumsforscher.

## Leben und Wirken
Kislinger maturierte 1914 an der Realschule in Linz. Aus wirtschaftlichen Gründen konnte er keine Kunstakademie besuchen, weshalb er neben seiner beruflichen Tätigkeit als Beamter der Oberösterreichischen Landesregierung ab 1919 die Kunstschule von Matthias May sowie ab 1922 Abendkurse bei Paul Ikrath besuchte und als Gastschüler bei der Keramikerin Luise Spanring in Salzburg seine fachliche Ausbildung abschloss. International bekannt wurde er für seine Exlibris-Kunst, wobei er im Jahrbuch für Exlibris und Gebrauchsgrafik von Hans Ankwicz-Kleehoven 1931 und von Richard Kurt Donin 1939 gewürdigt wurde.
Kislinger gilt als typischer Vertreter der österreichischen Kunst der Zwischenkriegszeit mit Hinweisen auf die Wiener Werkstätte, auf die Anfänge von Franz von Zülow. Er gehörte zu den Begründern der Malergilde Heimat aus der später der Künstlerbund Grille hervorging und war Mitglied der Innviertler Künstlergilde. Seine Techniken waren die farbige Steinzeichnung, das Aquarell, Zeichnen mit Tusche und Feder, Tempera, Holzschnitt und Keramik.
Er ging 1939 als Beamter in Pension und konnte sich von da an vermehrt seinem künstlerischen Schaffen widmen, das vielfach im Zusammenhang mit seinem Interesse für die Volkskunde stand. Seine drei diesbezüglichen Veröffentlichungen wurden von Otto Wutzel als volkskundliche Standardwerke eingeordnet und dokumentieren die Bedeutung Kislingers für die oberösterreichische Volkskunde.
Er wurde am Friedhof St. Magdalena (Linz) bestattet.

## Schriften
- Alte Bauernherrlichkeit (1957)
- Alte Bäuerliche Kunst (1963)
- Bauernherrlichkeit. Alte Bäuerliche Kunst (1969)

Das Buch Alte Bauernherrlichkeit wurde 1958 in die Reihe der schönsten Bücher Österreichs aufgenommen und bei der Brüsseler Weltausstellung gezeigt.

## Zeichnungen, Entwürfe
- Bildnerische Gestaltung der Zeitschrift Heimatgaue (ab 1919)
- Zahlreiche Entwürfe für Notgeld-Scheine (1920, 1921)
- Postkartenserien, z. B. Kärntner Ansichten
- Illustrationen zu Romanen von Enrica von Handel-Mazzetti,
- Illustration des Buches Landschaften um den Wörthersee (1925)
- Gemeinsam mit Franz Lehrer Städtewappen Oberösterreichs (1925, 1926)
- Illustration des Heimatbuches Oberösterreich von Franz Berger, Initialen und Zierleisten (1926)
- Illustrationen zum Mundart-Gedichtband Karl Gattermeyers Frühlingskinder(1931)
- Heimatwerk-Karten (1941)
- Lesezeichen Altes Kinderspielzeug für den Österreichischen Sparkassenverband (1955)
- Stoffmusterentwürfe mit volkskundlichen Motiven für die Mühlviertler Buntweberei Josef Obermüller in Haslach (1955 bis 1956), die als Grundlage für die Herstellung von Tischtüchern und Servietten dienten[1]

## Auszeichnungen
- Umschlagentwurf für die Kärntner Zeitschrift Südland, 1. Preis, 1921
- Anerkennung und 1. Preis der Exlibris-Ausstellung in Los Angeles (1929, 1930)